# Altamont (Nueva York)
Altamont es una villa ubicado en el condado de Albany en el estado estadounidense de Nueva York. En el año 2000 tenía una población de 1737 habitantes y una densidad poblacional de 559 personas por km².

## Geografía
Altamont se encuentra ubicada en las coordenadas 42°42′19″N 74°2′1″O / 42.70528, -74.03361.

## Demografía
Según la Oficina del Censo en 2000 los ingresos medios por hogar en la localidad eran de $52 500, y los ingresos medios por familia eran $61 750. Los hombres tenían unos ingresos medios de $45 865 frente a los $32 721 para las mujeres. La renta per cápita para la localidad era de $23 232. Alrededor del 4% de la población estaban por debajo del umbral de pobreza.